# Noryang: Sea of Death
Noryang: Sea of Death (en hangul, 노량: 죽음의 바다; romanización revisada, Noryang: Jugeumui Bada; literalmente, «Noryang: el mar de la muerte») es una película surcoreana de 2023 dirigida por Kim Han-min y protagonizada por Kim Yoon-seok, Baek Yoon-sik, Jung Jae-young y Heo Joon-ho. Se estrenó el 20 de diciembre de 2023. Narra la batalla de Noryang, la última batalla del almirante Yi Sun-sin, y es el cierre de la trilogía del director Kim sobre las batallas de este personaje, que comprende The Admiral: Roaring Currents (2014) y Hansan: Rising Dragon (2022).

## Sinopsis
En 1598, la guerra Imjin, después de siete años, llega a su fin cuando los invasores Wae se preparan para retirarse de Joseon. El almirante Yi Sun-sin lidera una flota aliada de barcos Joseon y Ming para aniquilar al ejército Wae. Las fuerzas de Joseon, Ming y Wae se enfrentan en el estrecho de Noryang, donde el almirante Yi libra su última y valiente batalla.

## Reparto
- Kim Yoon-seok como Yi Sun-sin.[7][8]
- Baek Yoon-sik como Shimazu Yoshihiro, comandante de la fuerza naval japonesa.[7][9]
- Jung Jae-young como Chen Lin, almirante de la flota de la dinastía Ming.[7][9]
- Heo Joon-ho como Deng Zilong, vicealmirante de la flota Ming.[10]
- Kim Sung-kyu como Junsa, un soldado que resistió la invasión japonesa.[11][9]
- Lee Kyu-hyung como Arima Harunobu, samurái subordinado de Konishi Yukinaga.[7][9]
- Lee Moo-saeng como Konishi Yukinaga, el jefe del ejército japonés que desarrolla una estrategia para eliminar a Yi Sun-sin.[7][9]
- Choi Deok-moon como Song Hee-rip, un general de Joseon y subordinado de Yi Sun-sin.[7]
- Ahn Bo-hyun como Yi Hoe, hijo de Yi Sun-sin.[7][9]
- Park Myung-hoon como Moriatsu, un general japonés intransigente y confidente de Shimazu.[11]
- Park Hoon como Lee Woon-ryong, un oficial militar de Joseon.[11][9]
- Moon Jeong-hee como la dama Bang, la esposa de Yi Sun-sin.[11]
- Ahn Se-ho como el general Hyung, que dirigió la batalla en nombre de Yi Sun-sin.[12]
- Ahn Seong-bong como Kwon Joon.
- Joo Suk-tae como Toyohisa.
- Lee Mu-saeng como Konishi.

### Apariciones especiales
- Yeo Jin-goo como Yi Myeon, el hijo menor de Yi Sun-sin.[9][13]
- Lee Je-hoon como Gwanghae, príncipe heredero de Joseon, de joven.[9]

## Producción
Kim Han-min tenía proyectada la trilogía The Admiral: Roaring Currents, Hansan: Rising Dragon y Noryang: Sea of Death ya en 2013, aunque su realización quedaba supeditada al éxito de la primera, hecho que finalmente se verificó con creces y que se repitió con la segunda, que juntas alcanzaron casi veinticinco millones de espectadores. En noviembre de 2023 se difundió un vídeo que ilustra el proceso de proyecto y realización durante los diez años transcurridos entre The Admiral y Noryang.
Los actores se expresan en coreano, chino y japonés, según sus personajes, por lo que la productora contrató a varios profesores de estas dos últimas lenguas. El rodaje comenzó el 14 de enero de 2021 y concluyó el 15 de junio del mismo año. Después comenzó un intenso trabajo de posproducción, que provocó un retraso en el estreno. De hecho, al 12 de enero de 2023 solo se había completado el 70 % de la posproducción.
En el resultado final, las escenas de batalla naval ocupan casi cien minutos del metraje, frente a los 61 y 51 minutos respectivamente en The Admiral y Hansan. Estas escenas se filmaron en un gran escenario de casi una hectárea de extensión, instalado en la pista de patinaje de velocidad de Gangneung; se utilizaron panokseon de proporciones realistas, y se hicieron esfuerzos para recrear también de manera realista la batalla naval mediante efectos visuales. La batalla de Noryang se desarrolló en gran parte de noche, por lo que las escenas nocturnas adquieren gran importancia; de ahí la elección de la pista de patinaje, un escenario interior. Se cuidó particularmente el vestuario, como la armadura del almirante Yi Sun-sin, que reproduce una real.

### Promoción
El 19 de septiembre de 2023 se anunció el estreno para el sucesivo mes de diciembre, y se publicaron un avance y un cartel de lanzamiento. El 9 de noviembre Lotte Entertainment y Ace Maker Movie Works publicaron dieciséis fotogramas dedicados a los distintos personajes, y el 13 de noviembre se fijó el 20 de diciembre como la fecha del estreno, y se difundieron un nuevo avance y otro cartel del filme.
El 12 de diciembre de 2023 se realizó un pase previo y una conferencia de prensa con el director y los protagonistas. Tres días después hubo una nueva presentación de la producción en el cine Lotte de la Universidad Konkuk en Gwangjin-gu, Seúl.

## Estreno
El 15 de diciembre de 2023 hubo un preestreno del filme en el Comando Chungmugwan de la Segunda Flota de la Armada surcoreana al que asistieron unos 700 espectadores entre personal naval y familiares. Al mismo asistieron el director y algunos componentes del reparto: Kim Yoon-seok, Kim Seong-gyu, Lee Moo-saeng, Choi Deok-moon y Park Hoon.
Noryang: Sea of Death se estrenó el 20 de diciembre de 2023. Tras el rodaje en 2021 tuvo lugar un intenso trabajo de posproducción, hecho que determinó que el estreno no pudiera realizarse en 2022.  Además, a ello se unió el deseo del director de estrenar en invierno, la misma estación en que tuvo lugar la batalla de Noryang.
Fuera de Corea del Sur, está previsto su estreno en Estados Unidos para el 22 de diciembre, y en Australia y Nueva Zelanda el 4 de enero de 2024.

## Recepción
Kim Jun-mo (Oh My News) comienza su reseña del filme recordando que la trilogía de Kim Han-min es la serie que ha logrado los resultados de audiencia más monumentales en la industria del cine comercial surcoreano, y además por reproducir en pantalla el espíritu del héroe nacional Yi Sun-sin. Elogia la gran escala de la batalla naval, «difícil de ver incluso en Hollywood», que logra la inmersión del espectador en ella; y también la habilidad técnica que supone pasar en una sola toma del ejército Ming al de Joseon, al japonés, y luego al almirante Yi. Concluye señalando que las escenas de acción, que dieron fama al director Kim, lo llevan con esta última entrega de la trilogía a la cima de su carrera.
Son Jeong-bin (Newsis) subraya que el filme depende en gran medida del protagonista Kim Yoon-seok. SI bien sigue el estilo de sus predecesoras, supera los personajes débiles de estas con el trabajo de Kim: «aunque el pobre guion de esta obra por sí solo no puede convencer a la audiencia de los sentimientos de Yi Sun-sin, la actuación de Kim Yoon-seok va más allá del guion y hace que la audiencia sienta el espíritu de Yi Sun-sin». La narración de la batalla sigue siendo poderosa a pesar de que se repite por tercera vez, aunque no presenta elementos de innovación y se resiente de la cercanía en el lanzamiento de Hansan, en verano de 2022. Son critica la historia, «superficial», y en cambio elogia la escena en que el almirante Yi se enfrenta a la muerte, resuelta con «una elegancia poco común gracias a las habilidades de dirección del director Kim Han-min y las habilidades de actuación de Kim Yoon-seok».